# Inverze stupňů
Inverze stupňů (též zvrat stupňů) je klimatologický termín označující změnu klimatických podmínek vyvolaných reliéfem. Tato klimatická změna má i výrazný vliv na vegetaci a projevuje se vznikem izolovaných nik charakteristických odlišným floristickým složením od okolního. V běžných podmínkách se v nejnižších nadmořských výškách vyskytuje nejvíce teplomilná vegetace a s přibývající nadmořskou výškou se dostáváme do stále chladnomilnějších typů. Při inverzi stupňů se chladnomilná vegetace nachází na dně údolí a se vzrůstající nadmořskou výškou se dostáváme do teplomilnější vegetace (samozřejmě to nejde do nekonečna).

## Příčiny vzniku
Inverze stupňů vzniká nejčastěji ve velmi členitých územích s hlubokými roklemi. Chladný vzduch za jasných nocí stéká z okolních kopců do údolí, která pak prochládají. Za jasných dnů slunce svítí do hluboké rokle jen krátkou dobu či vůbec, zatímco například jižní svahy kopců jsou osluněny po celý den. Hluboká rokle se zdaleka přes den tak neprohřeje jako osluněný svah. Vzniká tak výrazná teplotní inverze. V rokli je mnohem menší výpar. Tím se v rokli drží mnohem déle sníh než na svazích (zvláště jižních) a celoročně zde je větší vlhkost. Mikroklima rokle také případně ovlivňuje protékající řeka, potok či jezero.

## Příklady
V ČR je typickým příkladem např. Moravský kras. Na dně hlubokých krasových roklí najdeme chladnomilné suťové lesy s měsíčnicí vytrvalou (as. Lunario-Aceretum), dokonce se zde vyskytuje původní smrk ztepilý (nikoliv však původní smrčina). O více než 100 m vyšší nadmořské výšce na jižním svahu najdeme teplomilné doubravy (as. Corno-Quercetum). I na jiných svazích najdeme teplomilnější společenstva než na dně údolí, např. vápnomilné bučiny, dubohabřiny, teplomilnější suťové lesy (as. Aceri-Carpinetum) aj. V ČR jsou i další území s inverzemi stupňů, např. Adršpašsko-teplické skály, Broumovské stěny, Labské pískovce aj.